# Waitakere City FC
Waitakere City FC ist ein neuseeländischer Fußballverein aus Waitakere City, der zu den erfolgreichsten Clubs des Landes zählt.

## Geschichte
Der Verein wurde 1989 gegründet um die Region West-Auckland in der New Zealand National Soccer League zu repräsentieren. Anfangs war der Verein in Western Springs beheimatet, doch 1991 folgte eine Fusion mit Massey AFC und der Club zog in den Fred Taylor Park in Waitakere, wo er auch noch heute spielt. 1990 gewann Waitakere City FC erstmals die neuseeländische Meisterschaft, weitere Titel folgten 1992, 1995, 1996 und 1997. 1994 gewann der Verein außerdem den Chatham Cup, 1995 und 1996 konnte ebenfalls der Pokalwettbewerb Neuseelands gewonnen werden.
Der Verein hält den Rekord mit den meisten Siegen in einer Saison zusammen mit Mount Wellington und Christchurch United. 1996 gewann der Club 20 seiner 26 Saisonspiele.

## Erfolge
- Neuseeländischer Meister:
  - 1990, 1992, 1995, 1996, 1997
- Neuseeländischer Pokalsieger:
  - 1994, 1995, 1996

## Bekannte ehemalige Spieler
- Ivan Vicelich (1995)
- Danny Hay (1995)
- Gavin Wilkinson (1995–1996)
- Mark Elrick (1996)